# Râul Măneasa
Râul Măneasa este un curs de apă, afluent al râului Cerna. 

## Hărți
- Harta Munții Godeanu  Arhivat în 11 octombrie 2008, la Wayback Machine.